# هاري هانسن
هاري هانسن (بالنرويجية البوكمول: Harry Hansen)‏ هو سياسي نرويجي، ولد في 14 يناير 1919، وتوفي في 5 سبتمبر 2003. حزبياً، نشط في حزب العمال. وقد انتخب عضو برلمان النرويج ‏.

## روابط خارجية
- هاري هانسن على موقع IMDb (الإنجليزية)